# Let It Roll (canción)
«Let It Roll» es una canción del artista estadounidense de hip hop Flo Rida de su cuarto álbum de estudio, Wild Ones. Fue escrita por Earl King, Mike Caren, Raphael Judrin, Pierre-Antoine Melki, Tramar Dillard, Axel Hedfors, Breyan Isaac, Antonio Mobley  y producido por soFLY & Nius y Axwell. En la segunda parte cuenta con la participación del rapero Lil Wayne y fue presentado en el videojuego de simulación deportiva FIFA 13 como banda sonora. Esta canción tiene muestras de una parte de la canción de Freddie King "Let the good time roll" de 1974.

## Lista de canciones
| Descarga digital |                                      |          |  |
| N.º              | Título                               | Duración |  |
| 1.               | «Let It Roll»                        | 3:14     |  |
| 2.               | «Let It Roll, Pt. 2» (con Lil Wayne) | 3:31     |  |

## Video musical
Un video musical de la canción fue lanzado el 26 de noviembre de 2012 dirigido por Jessy Terrero, con Nathan Barnatt en el papel de Keith Apicary.
Flo Rida mencionó en una entrevista que iba a grabar un vídeo de temática ratpack "Let It Roll", que rinde homenaje a Jimi Hendrix, Sammy Davis Jr, Ray Charles y Freddie King.

## Créditos y personal
- Vocalista – Flo Rida
- Productores – soFLY & Nius, Axwell
- Letras – Earl King, Mike Caren, Raphael Judrin, Pierre-Antoine Melki, Tramar Dillard, Axel Hedfors, Breyan Isaac, Antonio Mobley
- Discográfica: Poe Boy, Atlantic
- Artista Destacado - Lil Wayne (sólo en Pt. 2)

## Posicionamiento en listas
| Lista (2012)                                | Mejor posición |
| ------------------------------------------- | -------------- |
| Alemania (Offizielle Deutsche Charts)       | 24             |
| Australia (ARIA)                            | 7              |
| Austria (Ö3 Austria Top 40)                 | 6              |
| Bélgica (Flandes) (Ultratip Bubbling Under) | 10             |
| Bélgica (Valonia) (Ultratip Bubbling Under) | 3              |
| Canadá (Canadian Hot 100)                   | 23             |
| Eslovaquia (Rádio Top 100)                  | 14             |
| Francia (SNEP)                              | 86             |
| Hungría (Dance Top 40)                      | 21             |
| Hungría (Rádiós Top 40)                     | 15             |
| Irlanda (IRMA)                              | 34             |
| Israel (Media Forest)                       | 6              |
| Nueva Zelanda (Recorded Music NZ)           | 18             |
| Países Bajos (Mega Single Top 100)          | 66             |
| Polonia (Polish Airplay Top 100)            | 11             |
| Reino Unido (UK Singles Chart)              | 17             |
| Reino Unido (UK R&B Chart)                  | 6              |
| República Checa (Rádio Top 100)             | 28             |

## Historial de lanzamientas
| Región         | Fecha               | Formato                    | Discográfica      |
| -------------- | ------------------- | -------------------------- | ----------------- |
| Estados Unidos | 19 de junio de 2012 | Descarga Digital           | Poe Boy, Atlantic |
| Australia      | 23 de marzo de 2013 | Descarga Digital (Remixes) | Poe Boy, Atlantic |